# Hammanahalli, Channarayapatna
Hammanahalli là một làng thuộc tehsil Channarayapatna, huyện Hassan, bang Karnataka, Ấn Độ.